# Therese Zenz
Therese Zenz   (Merzig, 15 d'octubre de 1932 - Merzig, 22 d'octubre de 2019) va ser una piragüista alemanya, que destacà a la dècada del 1950 i principis de la del 1960.

## Biografia
Va néixer el 15 d'octubre de 1932 a la ciutat de Merzig, població situada a l'estat de Saarland, que avui en aquells moments formava part de la República de Weimar i que avui en dia forma part d'Alemanya.

## Carrera esportiva
Va participar, als 19 anys, en els Jocs Olímpics d'Estiu de 1952 realitzats a Hèlsinki (Finlàndia) en representació del Protectorat del Saar, que pogué competí en aquells Jocs de manera separada d'Alemanya. En aquests Jocs finalitzà novena en la competició del K-1 femení de 50 metres. En els Jocs Olímpics d'Estiu de 1956 realitzats a Melbourne (Austràlia), sota representació de l'Equip unificat alemany, aconseguí guanyar la medalla de plata en la prova K-1 50 metres. En els Jocs Olímpics d'Estiu de 1960 realitzats a Roma (Itàlia) aconseguí guanyar dues medalles de plata: revalidar la seva medalla en la prova del K-1 50 metres i un nou metall en el K-2 500 metres.
Al llarg de la seva carrera guanyà tres medalles en el Campionat del Món de piragüisme, destacant una medalla d'or en la modalitat de K-1 500 metres.